# Anboto
Anboto est une montagne située dans le massif d'Anboto en Biscaye (Bizkaia) qui domine la région de Durango.
C'est une montagne calcaire dénudée dans sa plus grande partie. Elle est chargée d'histoire, de croyances et de mythes. On rencontre beaucoup de cavernes et d'abris sous roche, sur ses flancs et dans ses contreforts. Certaines de ces cavernes et quelques abris servirent d'habitation à des époques historiques et préhistoriques.
Diverses informations relatives aux Sorgiñak, ainsi qu'à des hérétiques du XVe siècle dans le Durangaldea, font état de grottes dans ces montagnes, qui servirent de refuge à ceux qui étaient persécutés par les émissaires du roi de Castille et par ceux de l'Inquisition espagnole.
Beaucoup de légendes basques situent la demeure de Mari à Anboto.

## Géographie

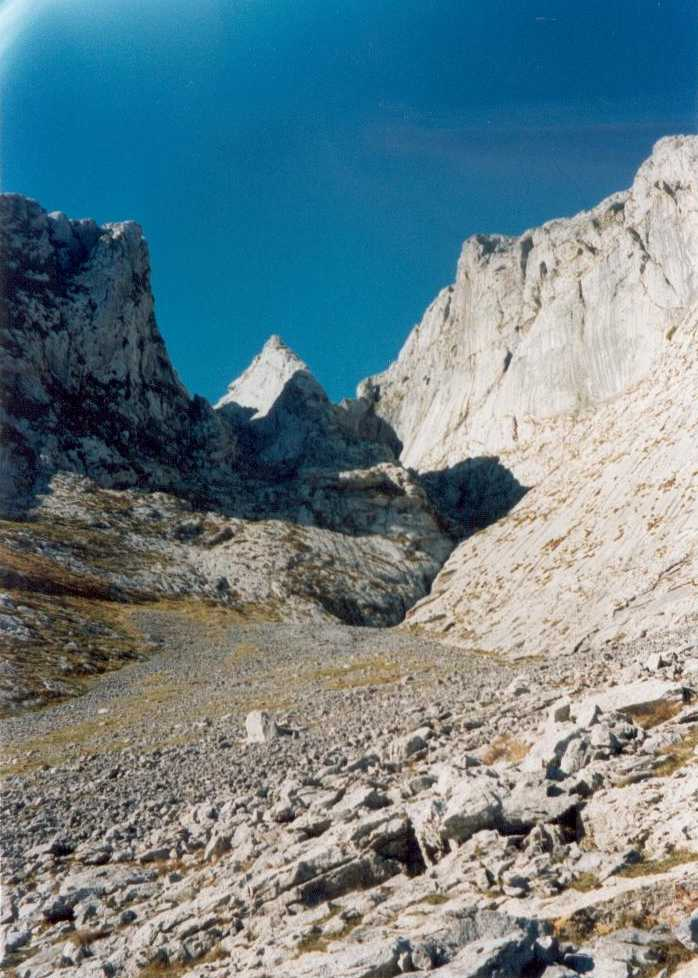
Canal de Ezkillar sakona ou Artaungo sakona. Sur la droite la paroi est et au fond l'œil de Bentanetan.
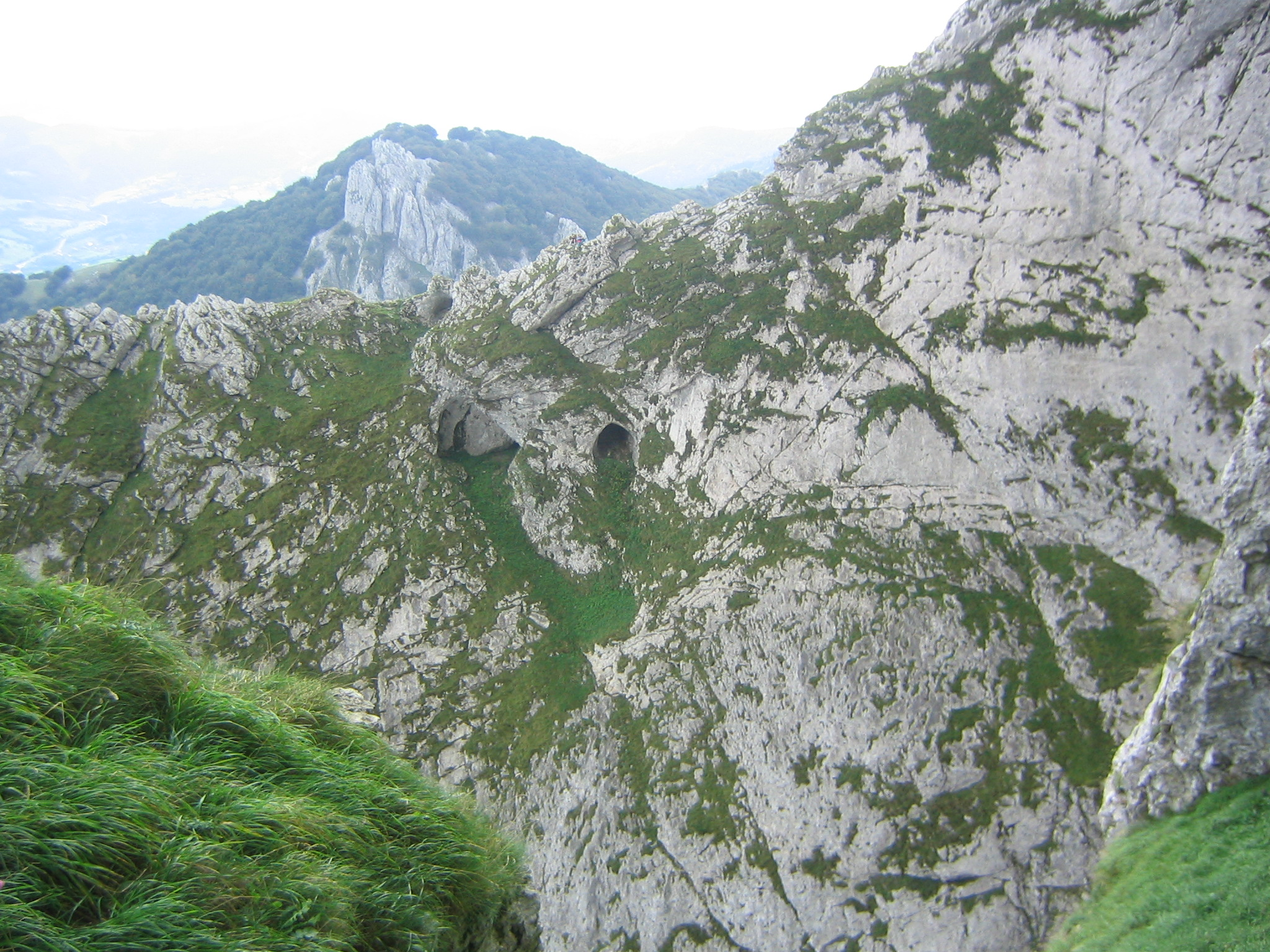
Arete d'Ezkillar, vue depuis la grotte de Mari.
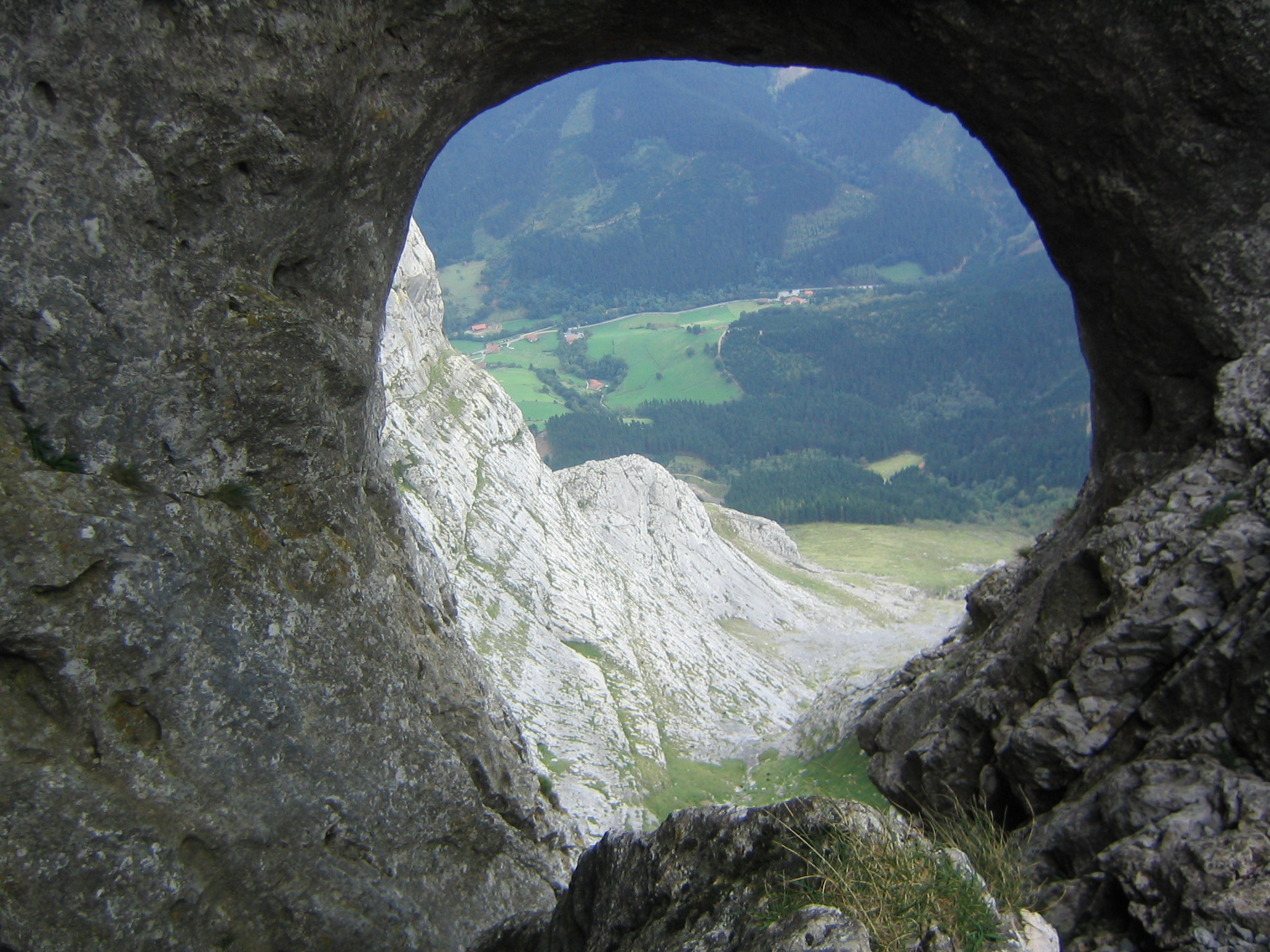
Œil de Bentanetan et vue depuis cet œil.
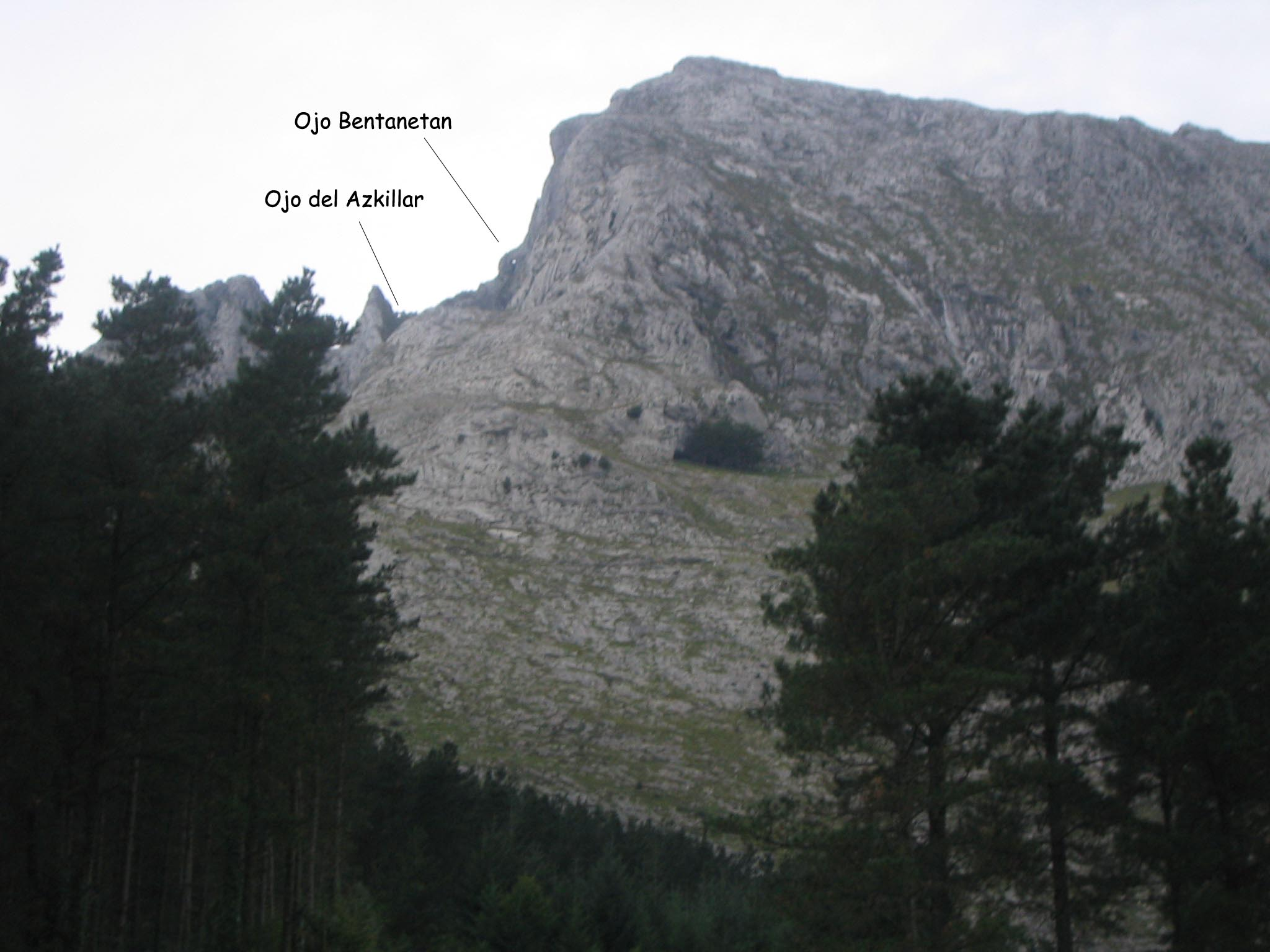
Face est de l'Anboto, vue depuis Arrazola. les yeux de Bentanetan et d'Ezkillar sont signalés.

## Mythologie

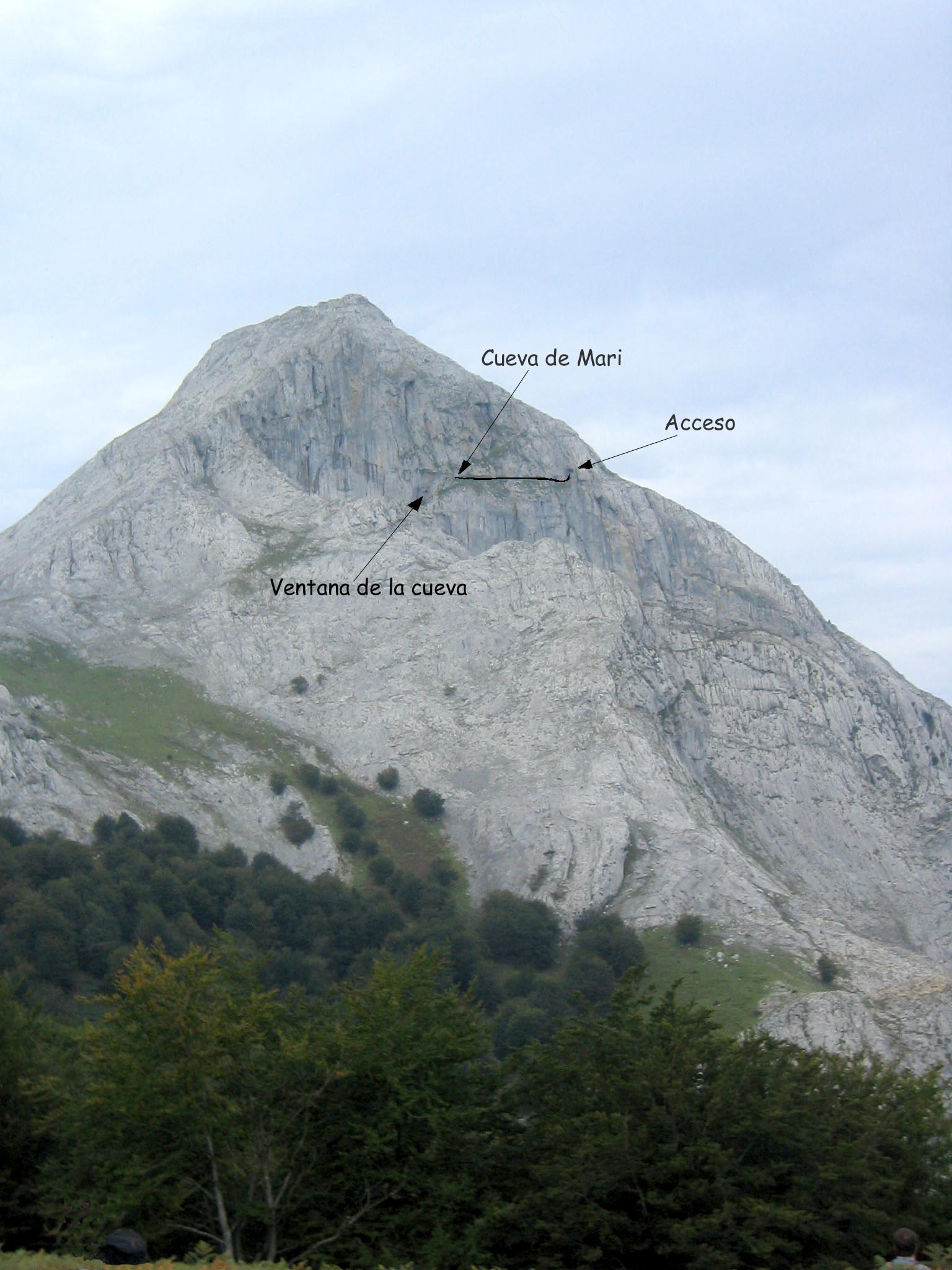
Situation de la grotte de Mari sur la face est de l'Anboto.
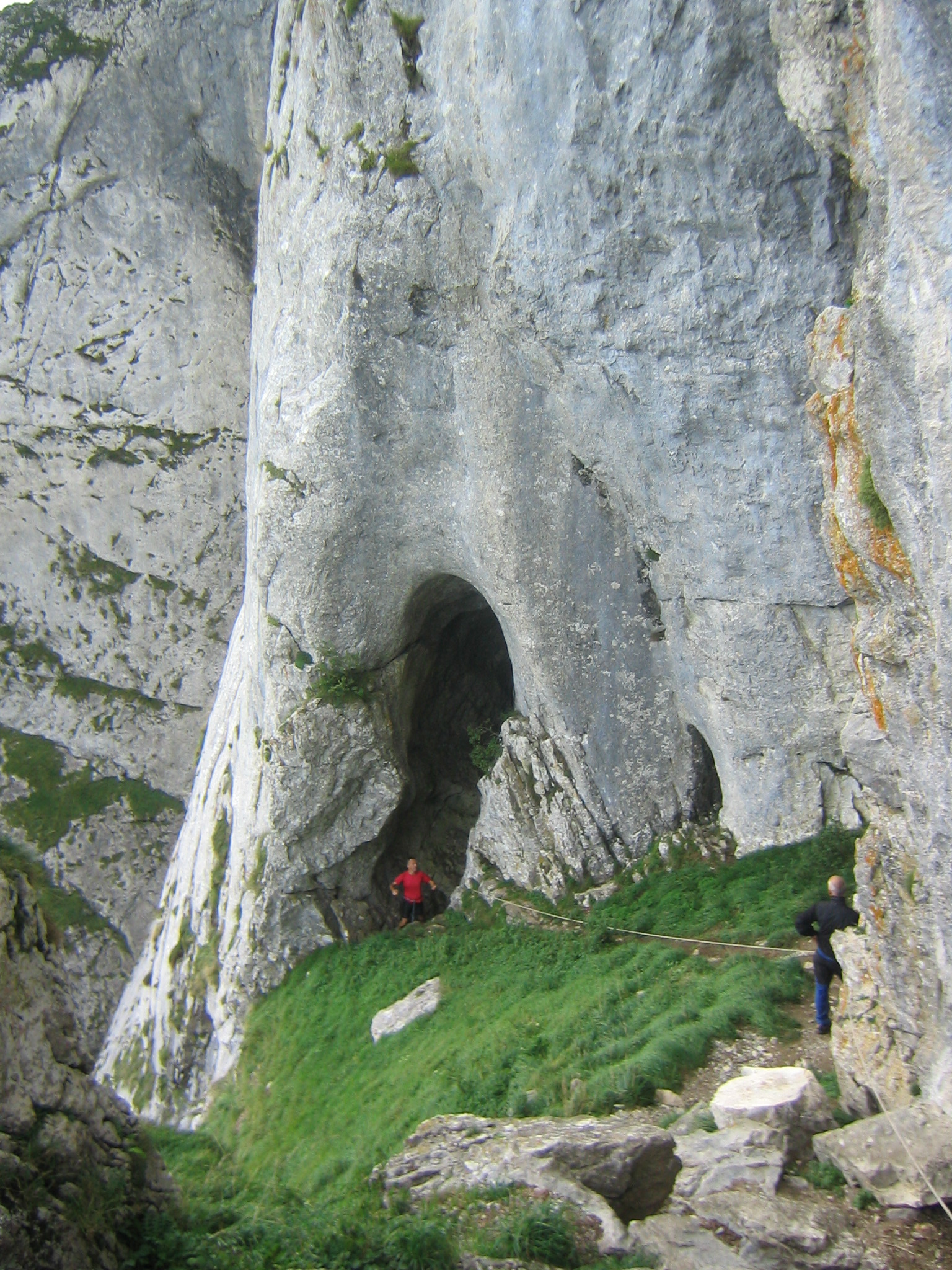
Entrée de la grotte.
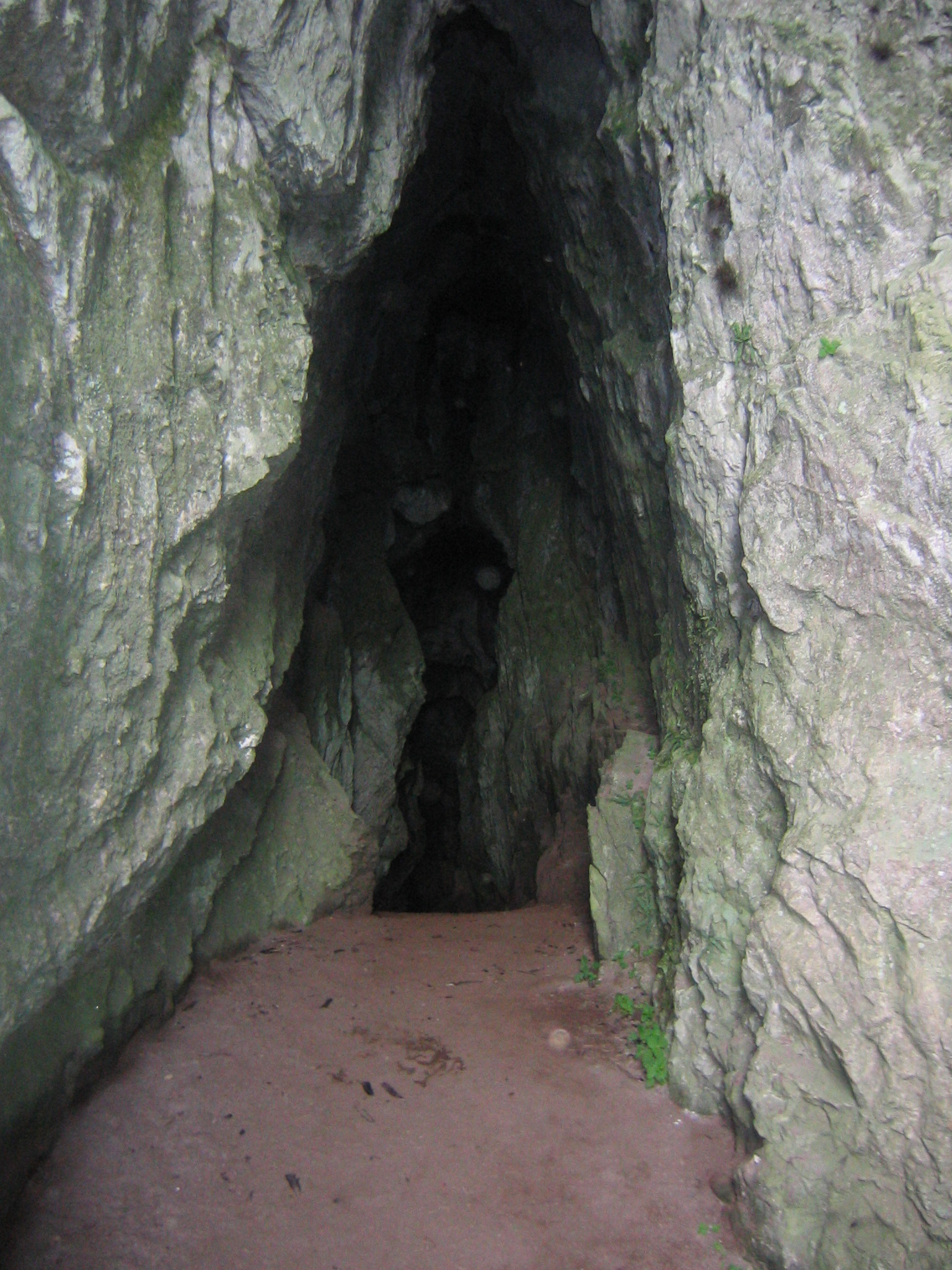
Couloir intérieur conduisant aux cimes.
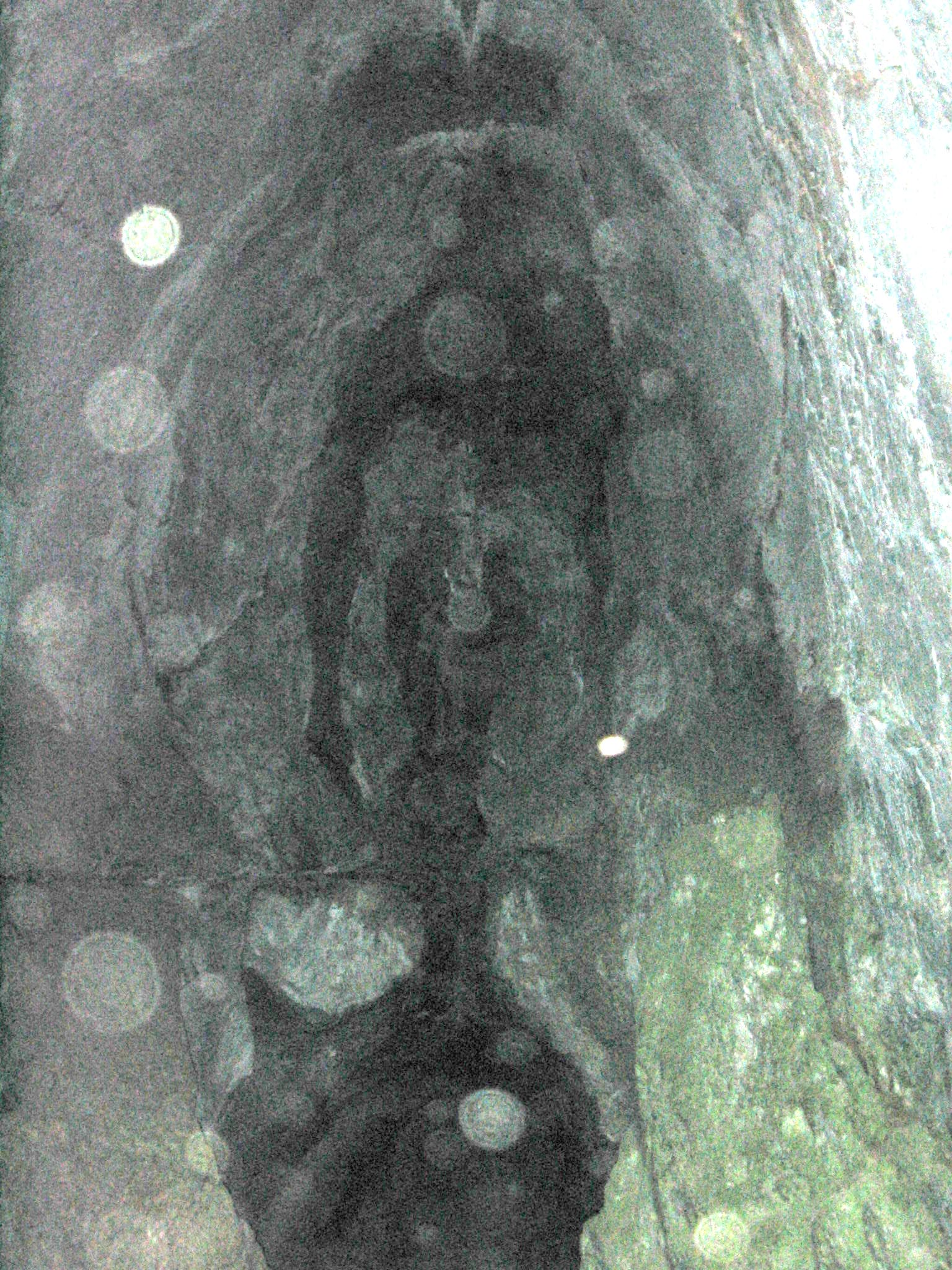
Formation rocheuse qui forme le visage de Mari.

## Ascension

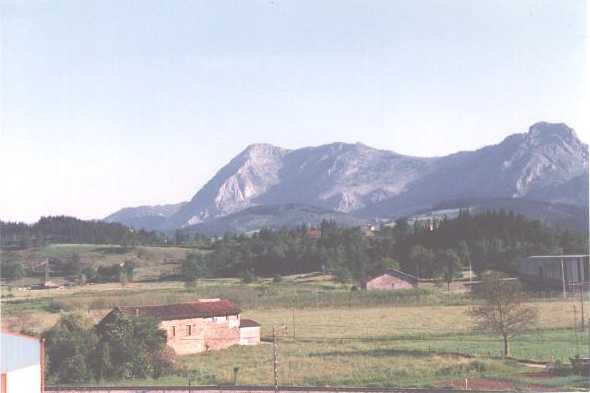
Vue de la ligne de crête de l'Anboto par la face nord.
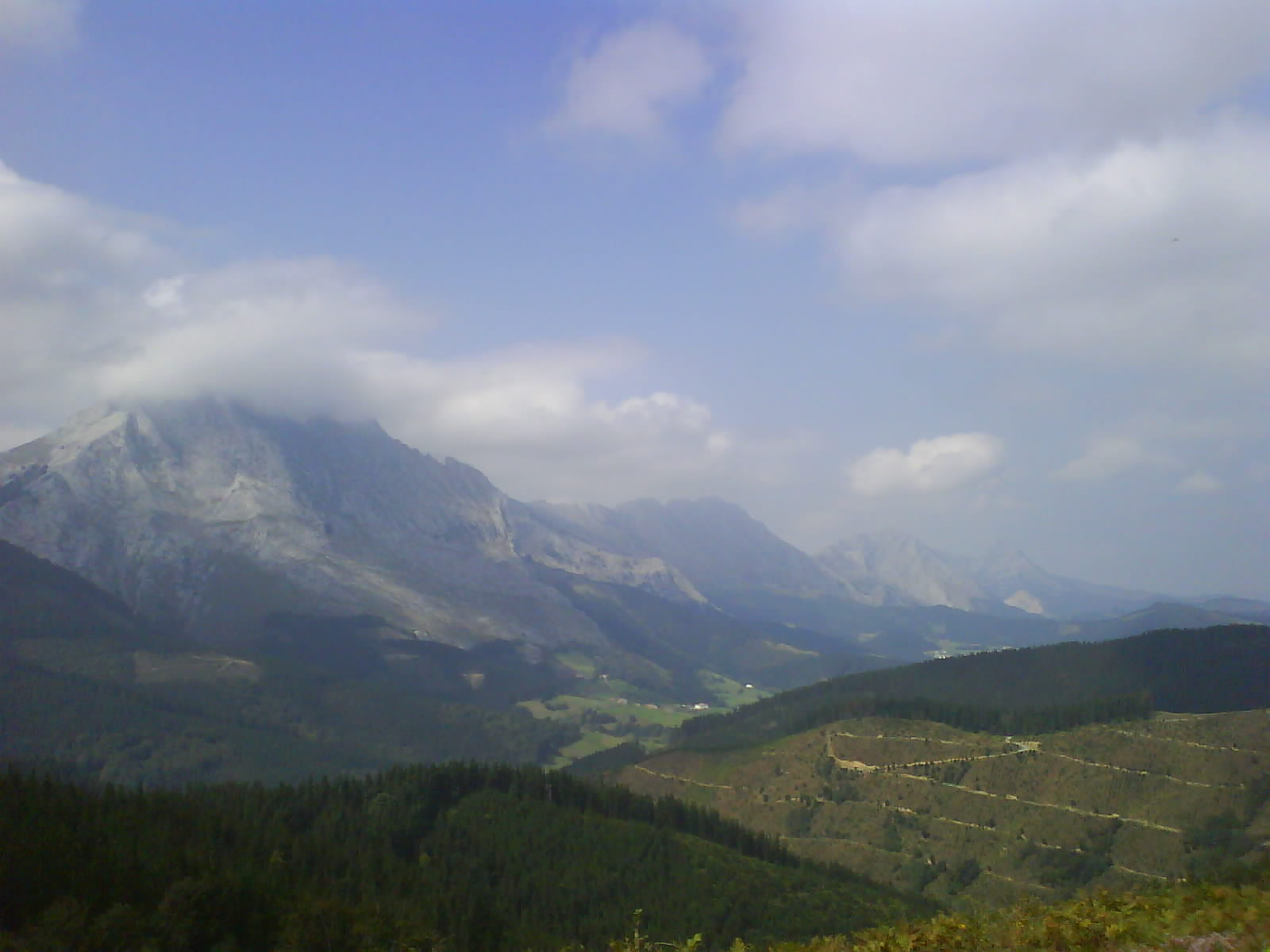
Vue de la ligne de crête de l'Anboto par la face sud depuis le Besaide.
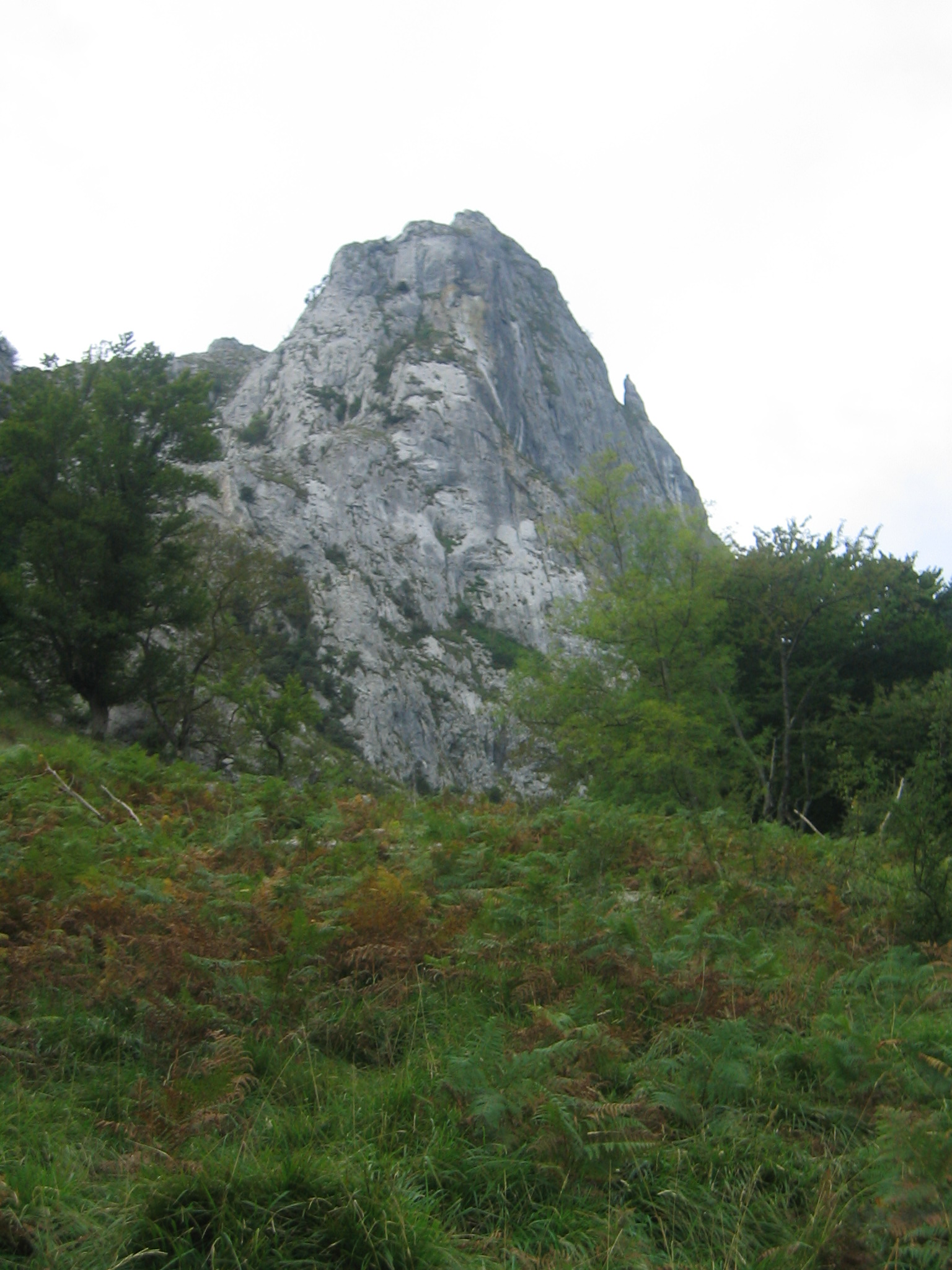
Éperon Fraile atxa.